# Сен-Бозели (кантон)
Сен-Бозели́ (фр. Saint-Beauzély) — кантон во Франции, находится в регионе Юг — Пиренеи, департамент Аверон. Входит в состав округа Мийо.
Код INSEE кантона — 1231. Всего в кантон Сен-Бозели входят 5 коммун, из них главной коммуной является Сен-Бозели.

## Коммуны кантона
| Коммуна             | Население, чел. (1999) | Почтовый индекс | Код INSEE |
| ------------------- | ---------------------- | --------------- | --------- |
| Верьер              | 342                    | 12520           | 12291     |
| Вьяла-дю-Тарн       | 525                    | 12490           | 12296     |
| Кастельно-Пегейроль | 282                    | 12620           | 12062     |
| Монжо               | 388                    | 12490           | 12153     |
| Сен-Бозели          | 525                    | 12620           | 12213     |

## Население
Население кантона на 1999 год составляло 2 062 человека.
| 1962  | 1968  | 1975  | 1982  | 1990  | 1999  | 2006 | 2007 |
| ----- | ----- | ----- | ----- | ----- | ----- | ---- | ---- |
| 2 041 | 2 407 | 2 105 | 2 046 | 2 031 | 2 062 | —    | —    |